# Bolboceras nigriceps
Bolboceras nigriceps is een keversoort uit de familie mesttorren (Geotrupidae). De wetenschappelijke naam van de soort werd in 1852 gepubliceerd door John Obadiah Westwood.